# Moteur M 120 Mercedes-Benz
Le moteur M 120 est un moteur thermique automobile à combustion interne, fabriqué par Mercedes-Benz de 1990 à 2000.

## Caractéristiques
- Implantation : avant, longitudinale ;
- Soupapes par cylindre : 4 (2 admission, 2 échappement) ;
- Actuation des soupapes : double arbre à cames en tête (deux arbres par bancs de cylindres) ; arbres à cames d'admission ajustables.

## Utilisation

### Chez Mercedes-Benz
| Variante   | Classe / Série | Type     | Modèle        | Années                      |
| ---------- | -------------- | -------- | ------------- | --------------------------- |
| M 120 E 60 | Sonderklasse   | Type 140 | 600 SE(L)     | (08/1990) 04/1991 - 03/1994 |
| M 120 E 60 | Classe S       | Type 140 | S 600(L)      | 03/1994 - 09/1998 (2000)    |
| M 120 E 60 | Sonderklasse   | Type 140 | 600 SEC       | (03/1992) 10/1992 - 05/1993 |
| M 120 E 60 | Classe S Coupé | Type 140 | S 600 C       | 06/1993 - 05/1996           |
| M 120 E 60 | Classe CL      | Type 140 | CL 600        | 06/1996 - 09/1998           |
| M 120 E 60 | Classe S       | Type 140 | S 600 Pullman | (09/1995) 07/1996 - 2000    |

### Chez d'autres constructeurs
| Variante | Marque   | Modèle     | Années    | Information                   |
| -------- | -------- | ---------- | --------- | ----------------------------- |
| M 120    | Chrysler | ME-412     | 2004      | Équipé de 4 turbocompresseurs |
| M 120    | Mega     | Mega Track | 1992-2000 | 395 ch                        |

### Sources
- (de) Cet article est partiellement ou en totalité issu de l’article de Wikipédia en allemand intitulé « Mercedes-Benz M 120 » (voir la liste des auteurs).